# Скеля Кашел
Скеля Ка́шел (англ. Rock of Cashel), також знана як Скеля Святого Патріка, розташована в місті Кашел (англ. Cashel) графства Південний Тіпперері в Ірландії. Скеля Кашел була резиденцією верховних королів Ірландії, королів Манстера, місцевих королів декілька сотень років до нормандського вторгнення. У Кашелі жив і проповідував Святий Патрік в V столітті н. е., і з часом Скеля Кашел стала одним з релігійних центрів в Ірландії. Є кандидатом на включення в список Всесвітньої спадщини ЮНЕСКО в Ірландії.

## Історія замку Кашел

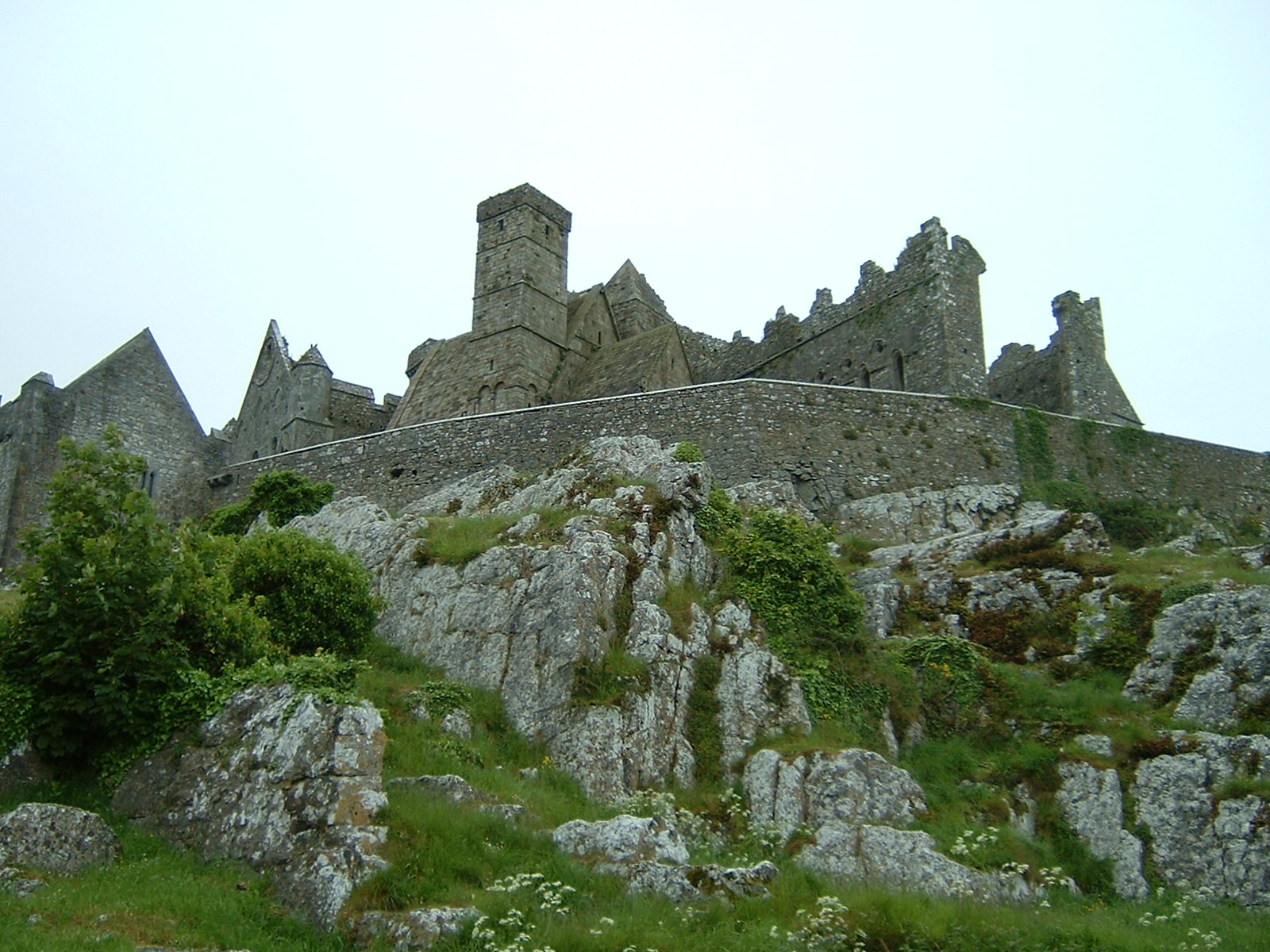
Скеля Кашел

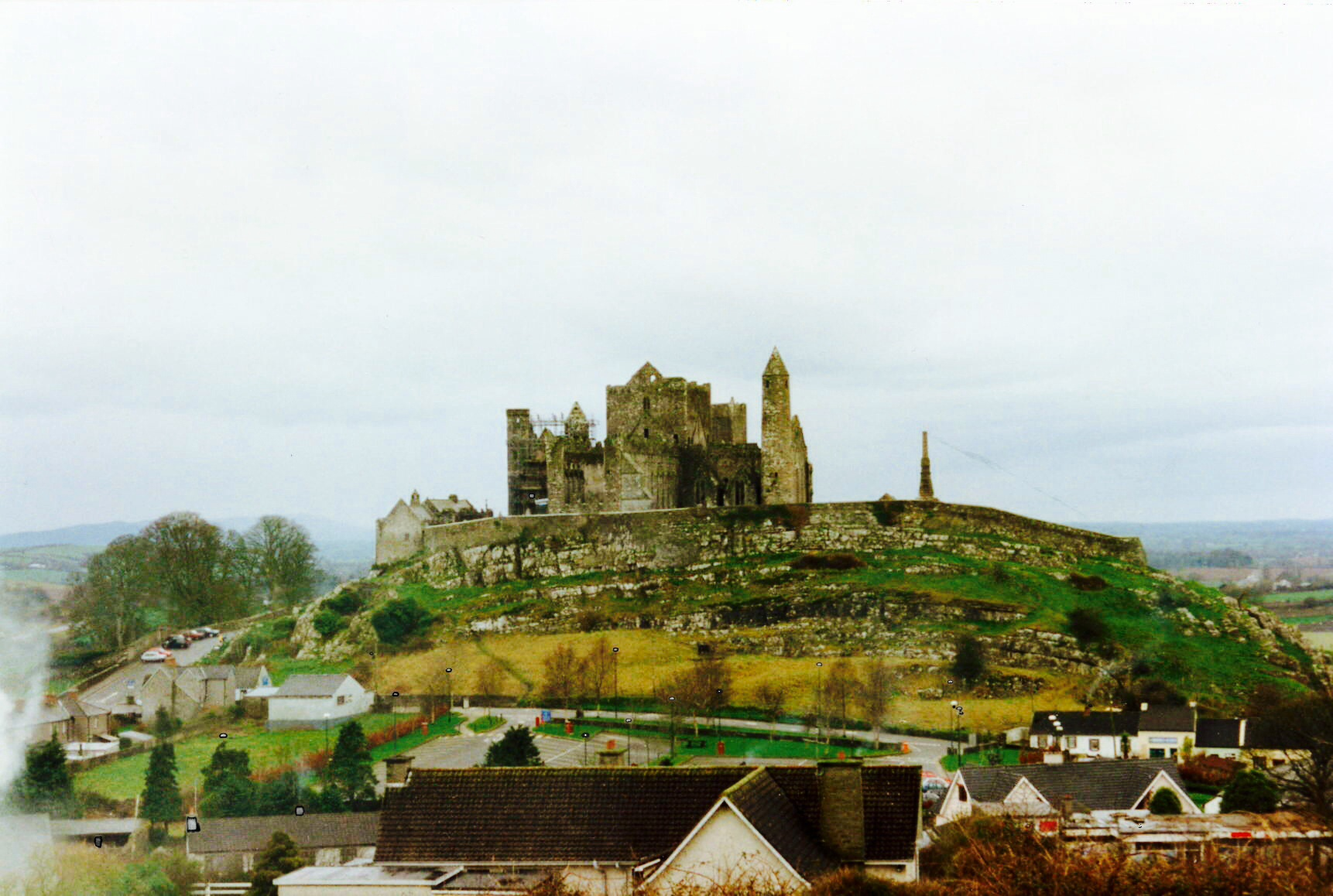
Скеля Кашел

За місцевою легендою, ця містична скеля з'явилася, коли диявол відкусив шматок вапняку від найближчої гори й виплюнув його на рівнину. Також згідно з легендою, скелю використали як фортецю нащадки Еогана Мора, зокрема, Конал Корк, який заснував королівство Кашел.
У 450 р. н. е. це містичне місце відвідав святий Патрік, знайшовши тут язичників, що шанують ідолів. Ідоли самі по собі впали, коли з'явився святий Патрік. Пізніше святий Патрік вчинив там обряд хрещення. (Складене в VII ст. житіє святого оповідає, що під час хрещення одного з королів, Енгуса, Патрік випадково поранив його, ткнувши в нього хрестом. Енгус вирішив, що такий ритуал, і мовчки витерпів біль.)
У X ст. тут був коронований Бріан Бороїме (англ. Brian Boru), королем Манстеру, а потім верховним королем Ірландії. Це містичне місце залишалося резиденцією манстерських королів доти, поки його в 1101 р. не заповів церкві король Муйрхертах Ва Бріайн. З того часу тут стала розташовуватися резиденція архієпископа.
У середні віки таємнича Скеля Кашел була укріплена. Собор діяв до 1749 р., попри пожежу, що сталася в 1495 р., поки нарешті не був замінений на теперішній храм Іоанна Хрестителя.
Під час Англійської революції, у 1647 р. війська Кромвеля під керівництвом лорда Інчікіна взяли штурмом замок Кашел. Під час штурму було вбито три тисячі людей — морних жителів, містян Кашела, що марно сподівалися сховатися в міцному замку.
Сьогодні прекрасна кам'яна стіна оточує зібрання наймальовничіших середньовічних будівель Ірландії, включаючи Круглу вежу, готичний собор XIII ст., романську церкву XII ст., відому як Каплиця Кормака, великі хрести і інші споруди. Хрест святого Патріка є копією з оригіналу, який знаходиться в музеї. На хресті вирізане зображення святого.
Загадкова кругла вежа є найстарішою з усіх будівель. Ймовірно, вона була побудована на честь передачі Скелі Кашел церкві в 1101 р.
Каплиця Кормака — перша і єдина в Ірландії справжня будова в романському стилі. Замість поперечних нефів (трансепту) тут використані дві квадратні колони-близнюки. Ця таємнича будівля утілила дух ірландського середньовіччя. У каплиці знаходиться загадковий кам'яний саркофаг. Раніше вважали, що він належить самому королеві Кормаку, але ретельне вивчення показало, що саркофаг датується XI ст. Каплиця Кормака також знана як «Діамант Кашела».
Над дверима знаходиться тимпан, що зображує кентавра в шоломі, що цілиться з лука в лева, що, ймовірно, символізує перемогу добра над злом.
Нині замок відкритий для відвідування, і в нім ведуться роботи по реконструкції будівель.